# 결혼 진단
"결혼 진단"은 한국에서 제작된 이만흥 감독의 1955년 영화이다. 박경주 등이 주연으로 출연하였고 박경주 등이 제작에 참여하였다.

## 출연

### 주연
- 박경주
- 이향자
- 고설봉

## 기타
- 녹음: 이경순